# Shakespeare Wallah
Shakespeare Wallah è un film del 1965 diretto da James Ivory.
È stato presentato in concorso al Festival di Berlino, dove Madhur Jaffrey ha vinto l'Orso d'argento per la migliore attrice.

## Trama
Il film è ambientato in India negli anni sessanta.
Tony e la moglie Carla sono attori girovaghi, dato che non hanno più successo in pubblico.
Gran parte del loro repertorio si basa sulle opere shakespeariane, ma da quando l'Inghilterra ha perso la sua supremazia sull'Oriente, il teatro elisabettiano è stato sostituito da un cinema che offre film sulla cultura indiana.
La situazione peggiora quando la figlia dei due attori s'innamora di un play boy indiano che ha una relazione con una attrice indiana.

## Riconoscimenti
- 1965 - Festival internazionale del cinema di Berlino
  - Orso d'argento per la migliore attrice (Madhur Jaffrey)